# Paola Núñez
Paola Núñez Rivas (8. travnja, 1978., Tijuana, Meksiko - ) meksička je glumica, kći Hectora Núñeza i Silvije Rivas.

## Filmografija

### Kazalište
- La enfermedad de la juventud
- El graduado
- Las princesas y sus príncipes

### Telenovele
- Pasion Morena kao Morena Madrigal (2009.)
- Mientras haya vida kao Elisa Montero (2007.)
- Amor en custodia kao Bárbara Bazterrica (2005.)
- Lo que callamos las mujeres kao Isabel (2005.)
- Las Juanas kao Juana Micaela (2004.)
- Miss Carrusel kao Claudia (2004.)
- Tan infinito como el desierto  (2004.)
- Súbete a mi moto kao Leticia (2002.)

### Televizijski programi
- La vida es una canción kao "Magia" Margarita

### Filmovi
- Los inadaptados kao Lucrecia (2011.)
- Depositarios (2010.)
- Deseo kao Jovencita (2010.)
- Sin ella kao Alejandra (2009.)
- Tres piezas de amor en un fin de semana kao Teresa (2009.)
- Ver, oir y callar (2005.)

## Vanjske poveznice
- Paola Núñez na Internet Movie Database-u